# Église Saint-Hilaire de Melle
L'église Saint-Hilaire est une église catholique située à Melle, en France. L'édifice est classé au titre des monuments historiques le 18 avril 1914. L'église Saint-Hilaire est aussi classée au patrimoine mondial de l'UNESCO depuis 1998, en tant qu'étape des Chemins de Compostelle en France.
L'église est située dans le département français des Deux-Sèvres, sur la commune de Melle.
Du nom du premier évêque de Poitiers, mort en 367, cette église, la plus vaste de Melle, est également la seule à être toujours utilisée en tant que lieu de culte. D'après une charte du Xe siècle, l'église dépendait du prieuré bénédictin de Saint-Jean-d'Angély et fut sans doute donnée à l'abbaye en 961 par Guillaume Tête d'Étoupe, comte de Poitou. À l'origine l'église était en bois. Elle fut remplacée au XIIe siècle par l'édifice actuel. Ce dernier fut construit en deux étapes : autour de 1109 (date du dépôt monétaire le plus récent enfoui sous l'église) pour le chœur et le transept, et vers 1150 pour la nef et la façade. La construction aurait été financée par un certain Aimericus Abelini, dont on retrouve le nom sur le tailloir d'un chapiteau du déambulatoire.

## Architecture
Son plan est complexe, et conçu de façon à faciliter la fréquentation des pèlerins. Une nef unique à collatéraux mène à un transept bordé d'absidioles, puis à un chœur à déambulatoire et chapelles rayonnantes. Elle est longée par les rives de la Béronne que l'on traversait à l'aide d'un gué.
- L'extérieur

L'ensemble de l'édifice a une grâce peu commune grâce à un artifice habile : les contreforts ont été remplacés par des colonnes pour résister à la poussées des voûtes.
La façade occidentale : épaulée aux angles par deux faisceaux de colonnes surmontés d'élégants clochetons à flèches. Le portail central en tiers-point est flanqué de deux arcatures aveugles. Au-dessus, un bandeau de palmettes s'appuie sur de grands médaillons sculptés. Il passe sous trois fenêtres en plein cintre richement décorées.
La face sud : au-dessus du portail court une corniche aux modillons historiés (symboles des Évangélistes) entre lesquels sont sculptés les signes du zodiaque.
Le mur latéral nord : se distingue par ses sculptures. Le cavalier en haut-relief, dans une niche, symboliserait la victoire de Constantin Ier sur les païens, surmonte la représentation du combat des vices et des vertus, sur le rouleau externe de l'arc. L'actuelle sculpture date majoritairement d'une restitution de 1872, seule la partie centrale est authentique. Cette scène n'est pas unique puisqu'elle se trouve sur les façades d'autres églises de la région : Airvault, Parthenay-le-Vieux, Civray, Aulnay-en-Saintonge. Il y a une porte obturée au niveau du transept, son linteau est une pierre de remploi d'origine Gallo-romaine, on peut encore y voir dessus un médaillon avec un couple en buste. 
Le chevet : caractérisé par l'échelonnement des toits des absides puis du déambulatoire, et enfin du chœur que surmonte la tour du clocher. C'est un modèle d'équilibre.
La tour du clocher : carrée et trapue. Elle est ornée d'une fenêtre encadrée de colonnettes et de deux arcatures aveugles. Elle a été entièrement refaite en 1850. Les 4 faces ont été reconstruites sur le modèle de la face sud, seule qui subsistait à la suite d'un incendie antérieur.
Les cloches : Il y a quatre cloches, Fernande, la plus récente date de 1887, elle est l'œuvre du fondeur H. Deyres, Marie et Euphrasie ont été fondues en 1865  par J. Holtzer, la plus ancienne date de 1721 et provient de l'église d'Ardilleux (Deux-Sèvres).
- L'intérieur

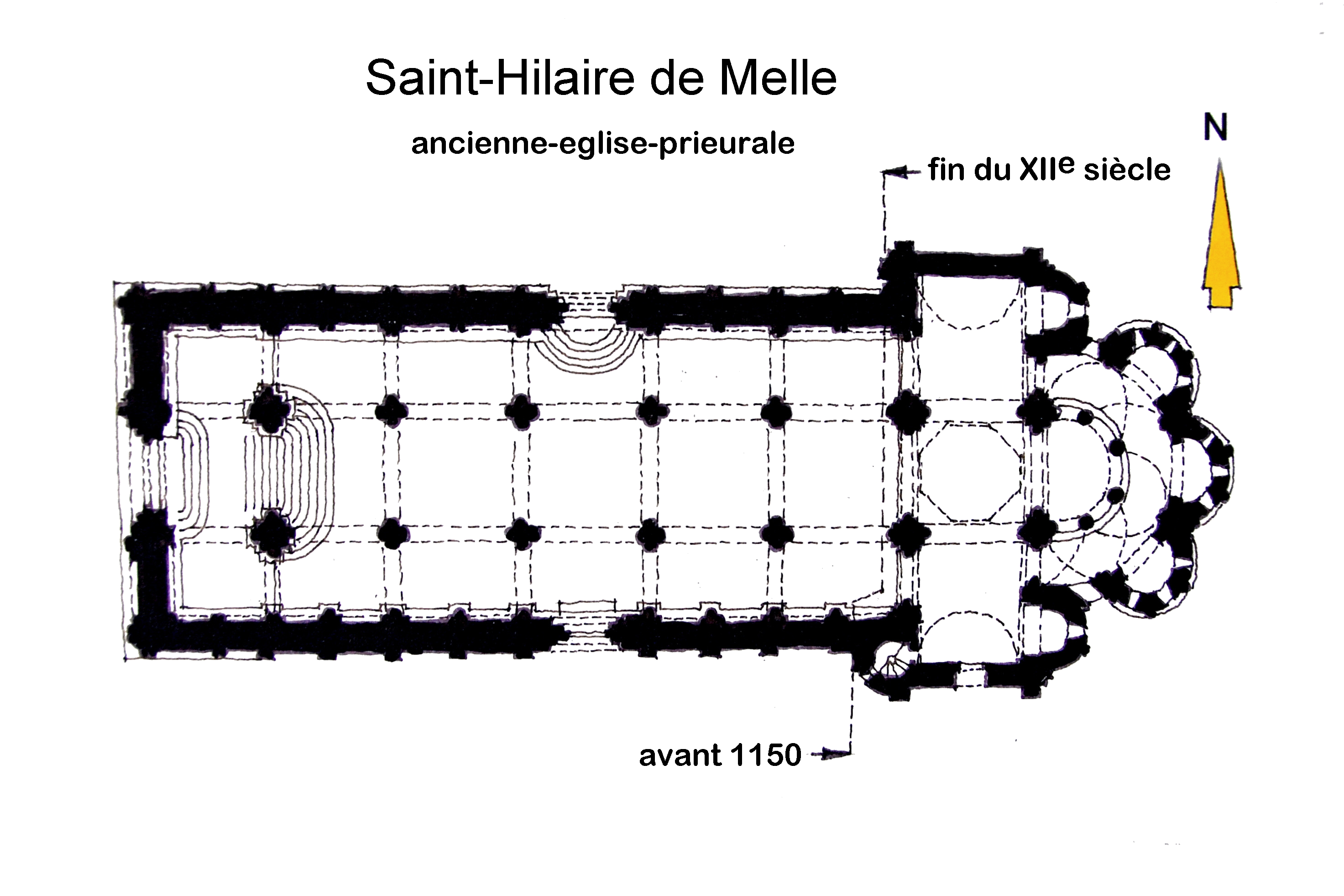
Plan du sol.

En entrant par le portail occidental, lui-même précédé d'un escalier de 17 marches, on descend de la première travée aux cinq travées suivantes par un second escalier de 19 marches remédiant ainsi à une forte dénivellation.
Le décor sculpté est abondant : 282 chapiteaux romans représentant musiciens et monstres (centaure sagittaire, basilic, dragons)...
La décoration sculptée est ainsi particulièrement riche dans les bas-côtés dont les murs sont tapissés de longues arcatures géminées reposant sur des colonnes et encadrant les fenêtres en plein cintre.
Dans la quatrième travée du bas côté droit, un très beau portail est décoré à l'intérieur, ce qui est rare. Son arc est formé de 31 claveaux sculptés. Au centre, un christ bénissant de la main droite. Il tient dans l'autre main le livre de la Sagesse. À sa droite saint Pierre brandit une clé, tandis que les autres personnages tiennent un livre.
Enfin, tous les chapiteaux du déambulatoire sont remarquables et présentent une iconographie riche : une chasse aux sangliers, l'arbre de la connaissance du Bien et du Mal, une scène de jonglerie, des oiseaux buvant dans une coupe, des dragons, des chimères, des éléphants.
Au-dessus du transept : une coupole octogonale sur trompes soutient le clocher.
Depuis 2011 une installation de l'artiste Rochefortais Mathieu Lehanneur, remplace l'ancien autel. Conçu comme une multitude de strates de marbre blanc de Namibie, un monticule intégrant des fonts baptismaux et l'autel occupe désormais le chœur de l'église. Le projet, fourniture et pose, a été réalisé par l'entreprise Brocatelle (Lyon), spécialisée dans la transformation des matières naturelles.
- Les vitraux

La plupart des vitraux de l'église datent du milieu du XIXe siècle. Certains portent la marque de leur atelier de fabrication, Lobin à Tours et Chappe à Nantes.

Saint Hilaire figure en bonne place dans la chapelle axiale, encadré par saint Pierre et saint Jean.La Vierge et sainte Radegonde se partagent les deux chapelles orientées. Paul, Mathieu, Joseph, Justin, Anne, Lucie, Martin et Benoît occupent les absidioles. Sainte Madeleine et sainte Jeanne de Valois, on leur représentation au-dessus du transept.

### Galerie

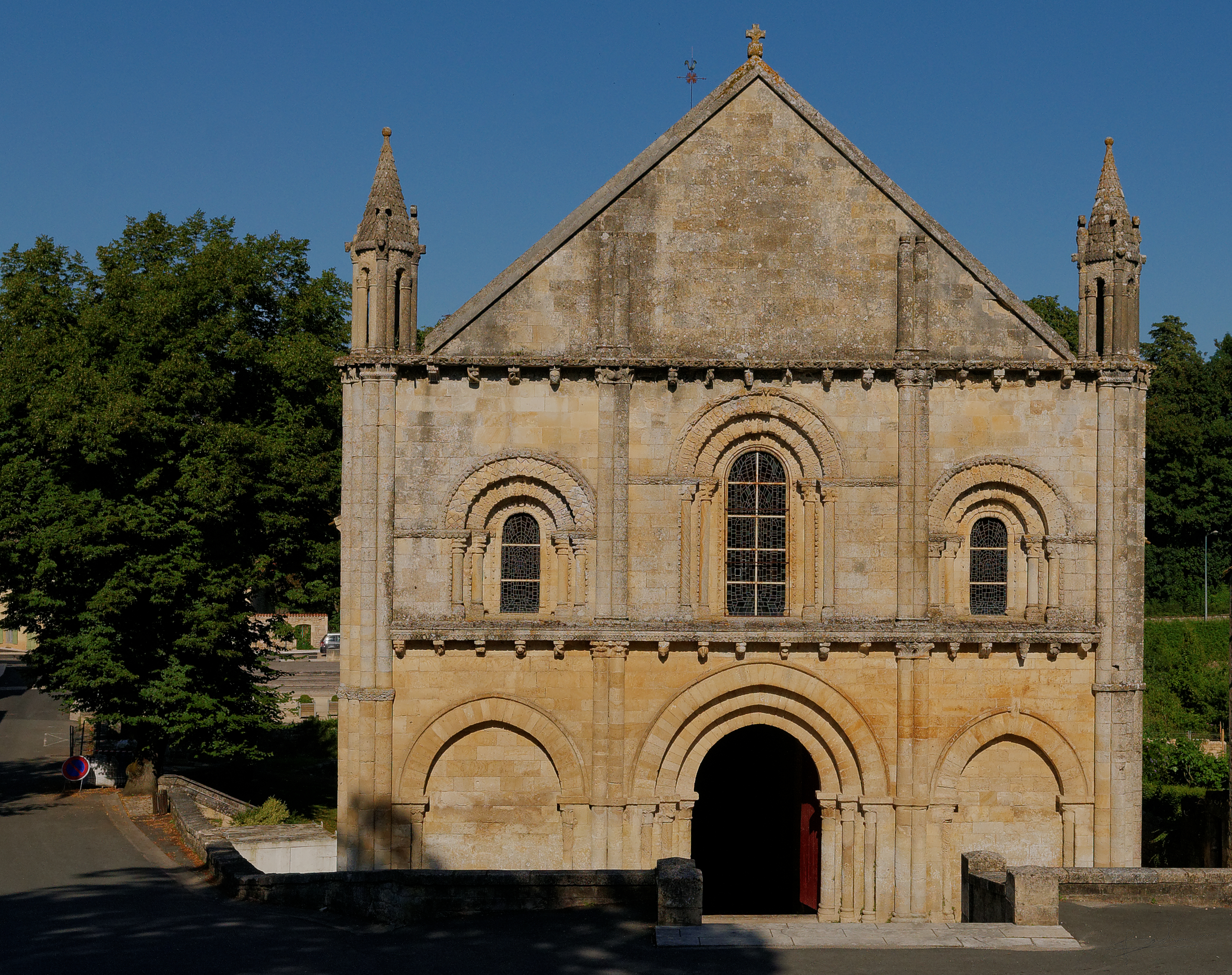
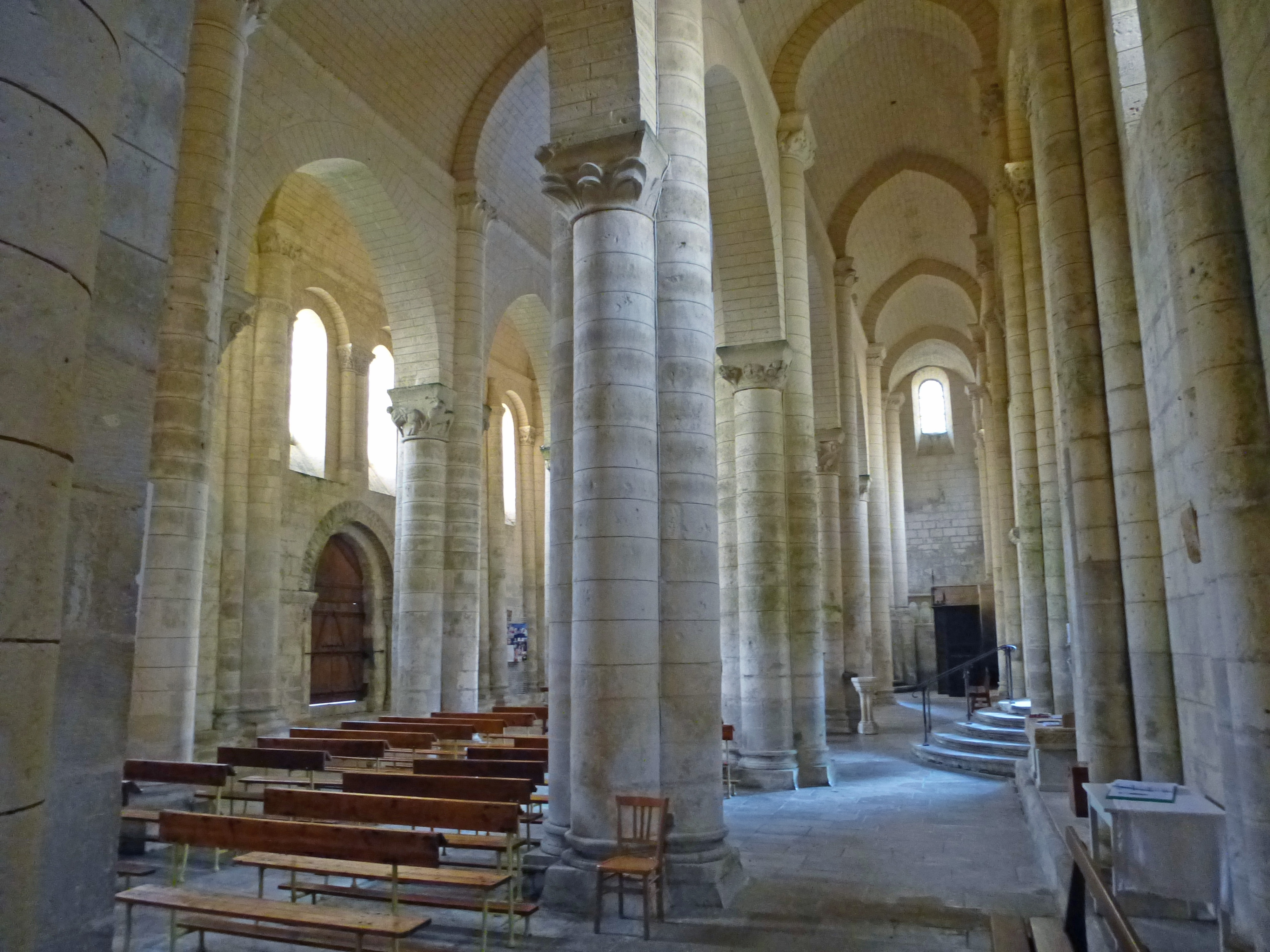
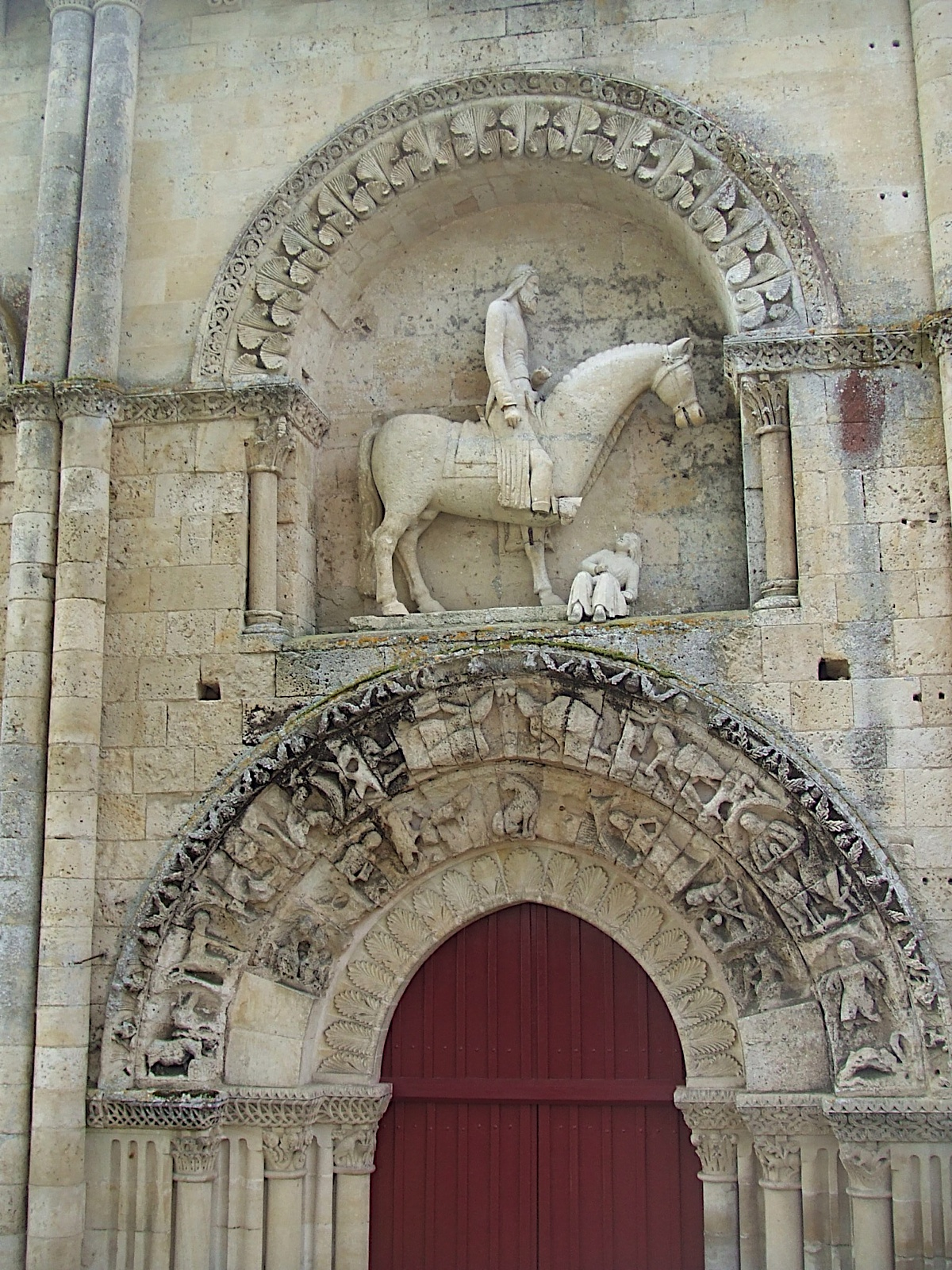
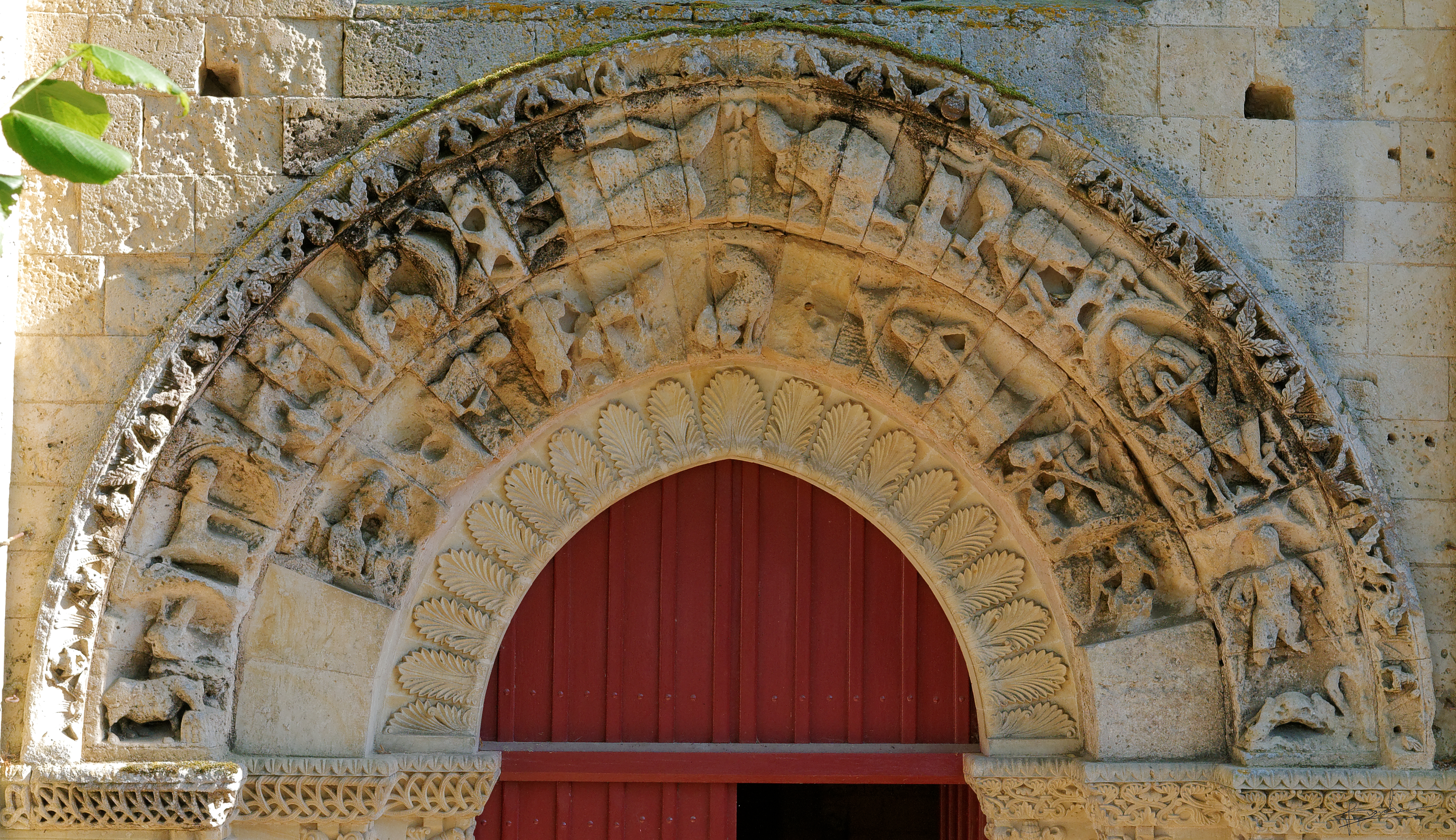
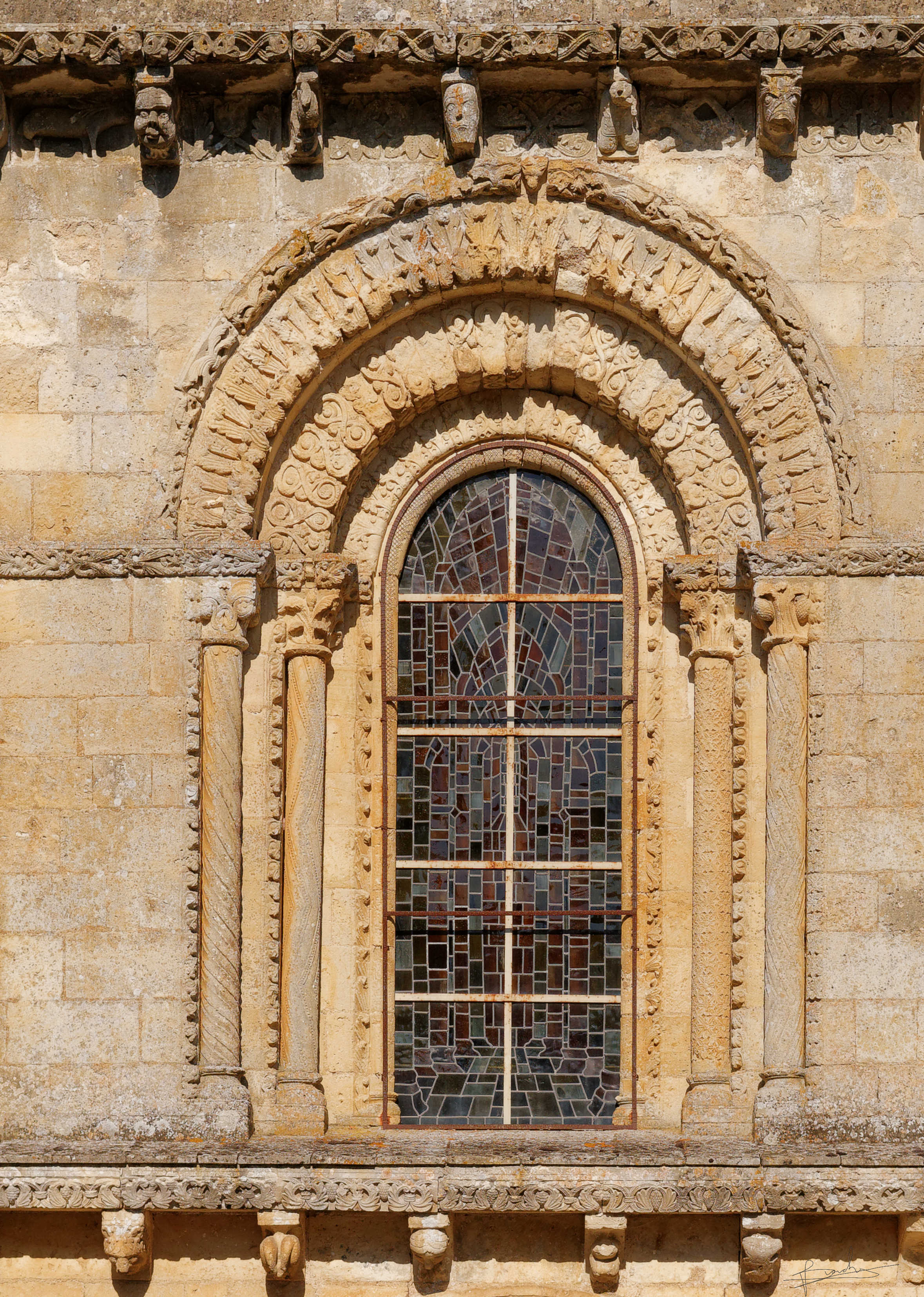
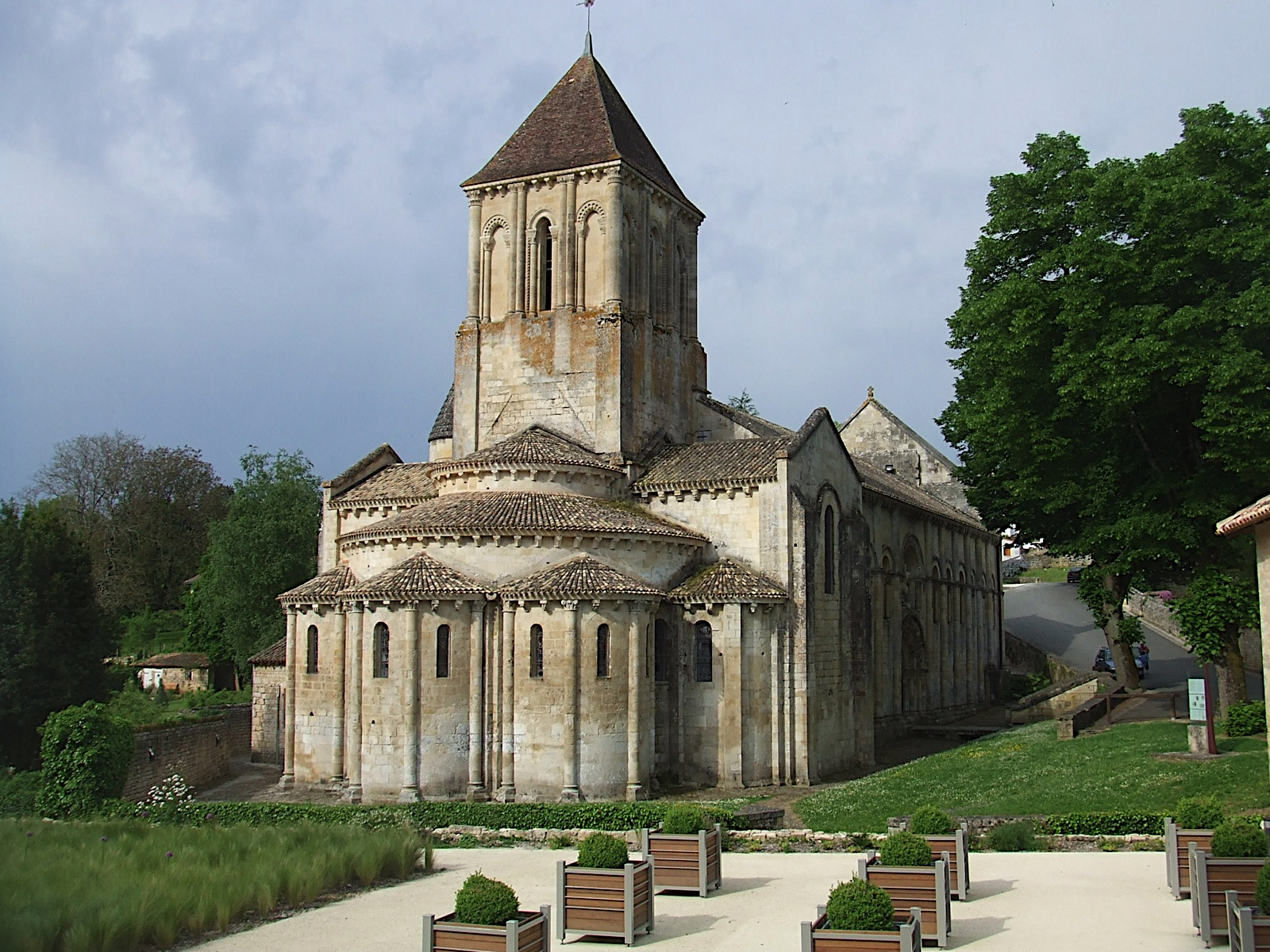